# Марті (фільм)
«Ма́рті» (англ. Marty) — американська мелодрама 1955 року, поставлена режисером Делбертом Манном. Один із трьох фільмів (поряд з «Втраченим вікендом» і «Паразитами»), що отримав одночасно головні нагороди Американської кіноакадемії і Каннського кінофестивалю. Прем'єра фільму відбулася 11 квітня 1955 року в Нью-Йорку. В основі стрічки — оригінальна телевізійна драма (з Родом Стайгером у головній ролі) за сценарієм Педді Чаєфскі, одного з лідерів драм, що дістали назву «Кухонної раковини». Окрім виконавця головної ролі Ернеста Боргнайна премію «Оскар» отримав і Педді Чаєфскі за сценарій, і Делберт Манн за режисуру. Саму стрічку було названо найкращим фільмом року. Успіх «Марті» задав тенденцію до створення малобюджетного, прозаїчного кіно.

## Сюжет
Марті Пілетті (Ернест Боргнайн) працює м'ясником у крамниці свого боса і живе зі своєю матір'ю. Йому 34 роки, міцної статури, дуже хороша і добродушна людина, він сильно любить свою маму і піклується про неї. У нього є друзі, які його поважають. Але у нього є один недолік: він єдиний в сім'ї нежонатий, адже його молодші брати давно вже поодружувалися і завели дітей. Знайомі матері лають Марті за це.
Під час вечері мама Марті просить його сходити в танцювальний зал «Зоряний пил», щоб там він познайомився з якою-небудь милою дівчиною. Але Марті відповідає, що усе це марно. Він розповідає, що неодноразово намагався познайомитися з дівчатами, але його кожен раз відшивали.
Пізніше Марті все-таки вирушає з другом Енджі до танцювальної зали. Тут Марті знайомиться з непопулярною і не надто привабливою простачкою Кларою (Бетсі Блер). Цей вечір випадкові знайомі проводять разом.
Після танцю Марті проводжає Клару додому. Він всю дорогу розповідає їй про своє життя та признається, що раніше він ні з ким так не базікав. Провівши додому дівчину, Марті обіцяє, що завтра ж подзвонить їй. Вони прощаються, а Марті повертається до себе додому і, як юнак, почуває себе найщасливішою людиною.
Увечері наступного дня Марті розуміє, що їх з друзями самотнє й одноманітне життя продовжує йти на сумній ноті. Не витримавши цього, Марті говорить усім і своєму другу Енджі, що усе це йому набридло.
У фіналі фільму Марті дзвонить Клер.

## В ролях

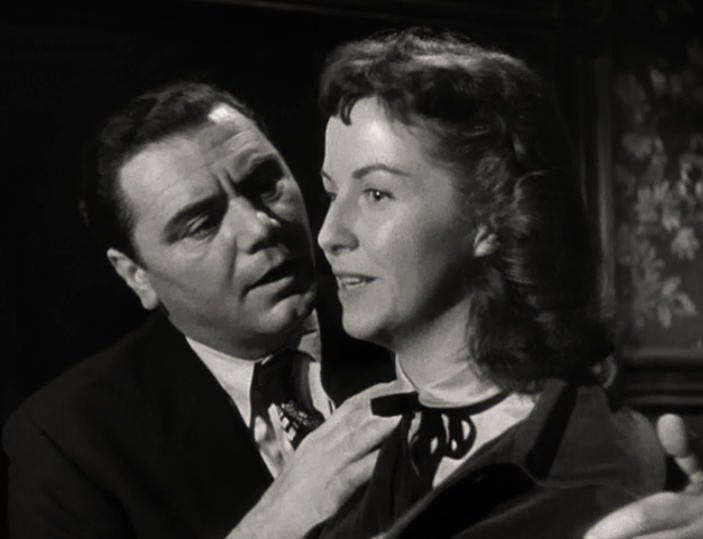
Кадр з фільму

| Ернест Боргнайн | ···· | Марті Пілетті     |
| Естер Мінчотті  | ···· | місіс Пілетті     |
| Бетсі Блер      | ···· | Клара             |
| Аугуста Чіоллі  | ···· | тітонька Катаріна |
| Джо Ментелл     | ···· | Енджі             |
| Карен Стіл      | ···· | Вірджинія         |
| Джеррі Періс    | ···· | Томмі             |

## Визнання
| Нагороди та номінації фільму «Марті» | Нагороди та номінації фільму «Марті»      | Нагороди та номінації фільму «Марті»                          | Нагороди та номінації фільму «Марті»                   | Нагороди та номінації фільму «Марті» | Нагороди та номінації фільму «Марті» |
| Рік                                  | Кінофестиваль/кінопремія                  | Категорія/нагорода                                            | Номінант                                               | Результат                            |                                      |
| ------------------------------------ | ----------------------------------------- | ------------------------------------------------------------- | ------------------------------------------------------ | ------------------------------------ | ------------------------------------ |
| 1955                                 | 8-й Каннський міжнародний кінофестиваль   | Золота пальмова гілка                                         | Марті                                                  | Перемога                             |                                      |
| 1955                                 | 8-й Каннський міжнародний кінофестиваль   | Приз Міжнародної Католицької організації в царині кіно (OCIC) | Делберт Манн                                           | Перемога                             |                                      |
| 1955                                 | Національна рада кінокритиків США         | Найкращий фільм                                               | Марті                                                  | Перемога                             |                                      |
| 1955                                 | Національна рада кінокритиків США         | Найкращий актор                                               | Ернест Боргнайн                                        | Перемога                             |                                      |
| 1955                                 | Національна рада кінокритиків США         | ТОП-10 найкращих фільмів                                      | Марті                                                  | Перемога                             |                                      |
| 1955                                 | Нью-Йоркське коло кінокритиків            | Найкращий фільм                                               | Марті                                                  | Перемога                             |                                      |
| 1955                                 | Нью-Йоркське коло кінокритиків            | Найкращий актор                                               | Ернест Боргнайн                                        | Перемога                             |                                      |
| 1956                                 | Премія Боділ                              | Найкращий американський фільм                                 | Марті                                                  | Перемога                             |                                      |
| 1956                                 | Гільдія режисерів США                     | Видатне режисерське досягнення року                           | Делберт Манн (режисер), Пол Гелмік (асистент режисера) | Перемога                             |                                      |
| 1956                                 | Премія «Оскар»                            | Найкращий фільм                                               | Марті                                                  | Перемога                             |                                      |
| 1956                                 | Премія «Оскар»                            | Найкращий режисер                                             | Делберт Манн                                           | Перемога                             |                                      |
| 1956                                 | Премія «Оскар»                            | Найкращий сценарій                                            | Педді Чаєфскі                                          | Перемога                             |                                      |
| 1956                                 | Премія «Оскар»                            | Найкращий актор у головній ролі                               | Ернест Боргнайн                                        | Перемога                             |                                      |
| 1956                                 | Премія «Оскар»                            | Найкращий актор у ролі другого плану                          | Джо Ментелл                                            | Номінація                            |                                      |
| 1956                                 | Премія «Оскар»                            | Найкраща акторка у ролі другого плану                         | Бетсі Блер                                             | Номінація                            |                                      |
| 1956                                 | Премія «Оскар»                            | Найкращий оператор (чорно-білий фільм)                        | Джозеф ЛаШелл                                          | Номінація                            |                                      |
| 1956                                 | Премія «Оскар»                            | Найкращі декорації (чорно-білий фільм)                        | Тед Гейворт, Волтер М. Саймондс, Роберт Прістлі        | Номінація                            |                                      |
| 1956                                 | Золотий глобус                            | Найкраща чоловіча роль — драма                                | Ернест Боргнайн                                        | Перемога                             |                                      |
| 1956                                 | Премія BAFTA                              | Найкращий фільм з будь-якої країни                            | Марті                                                  | Номінація                            |                                      |
| 1956                                 | Премія BAFTA                              | Найкращий іноземний актор                                     | Ернест Боргнайн                                        | Перемога                             |                                      |
| 1956                                 | Премія BAFTA                              | Найкраща іноземна акторка                                     | Бетсі Блер                                             | Перемога                             |                                      |
| 1994                                 | Внесення до Національного реєстру фільмів | Внесення до Національного реєстру фільмів                     | Марті                                                  | Перемога                             |                                      |